# Yngve Zotterman
Gulle Yngve Zotterman (* 20. September 1898 in Vadstena; † 13. März 1982 in Stockholm)
war ein schwedischer Neurophysiologe.
Nach seiner medizinischen Ausbildung am Karolinska-Institut in Stockholm führte er mit Edgar Adrian in dessen Labor bahnbrechende Untersuchungen zur Signalcodierung an myelinisierten Nervenfasern durch. In seinem eigenen Labor konnte Zottermann als erster die Signalübertragung in nicht myelinisierten Nervenfasern (Erlanger/Gasser Klasse C) nachweisen und
die sensorischen Eigenschaften der Haut, insbesondere die Schmerz- und Wärmewahrnehmung aufklären.
Er leitete die physiologische Untersuchung des Energieverbrauchs und Stoffwechsels von schwedischen Hölzfällern, die erste Untersuchung von Schwerstarbeitern überhaupt. Später widmete er sich den neurochemischen Eigenschaften des Geschmacksinns.
1971 wurde Zottermann in die deutsche Leopoldina gewählt.